# Kondareddipalli, Bagepalli
Kondareddipalli là một làng thuộc tehsil Bagepalli, huyện Chikkaballapur, bang Karnataka, Ấn Độ.